# Cy Touff, His Octet & Quintet
Cy Touff, His Octet & Quintet est un album de jazz du trompettiste Cy Touff. 

## Enregistrement
L'album est enregistré sur deux jours, non pas dans les studios de Pacific Jazz Records, mais dans un théâtre désaffecté, le Forum Theatre. Les deux sessions sont différentes. La première jouée par un octet et arrangée par Johnny Mandel et Ernie Wilkins donne à entendre un swing à la Basie, un fait renforcé par la présence de Harry 'Sweets' Edison. La deuxième face, en quintet, est davantage dans le style jazz West Coast. Cy Touff joue de la trompette basse.

### Musiciens
Les sessions sont enregistrées par un octet et quintet qui sont composés de:
- 4 décembre 1955 : Cy Touff (btp), Harry 'Sweets' Edison (tp), Conrad Gozzo (tp),Richie Kamuca (ts), Matt Utal (as, bs), Russ Freeman (p), Leroy Vinnegar (b), Chuck Flores (d).
- 5 décembre 1955 : Cy Touff (btp),  Richie Kamuca (ts), Pete Jolly (p), Leroy Vinnegar (b)[1], Chuck Flores (d).

### Dates et lieux
- 1, 2, 3, 4 : Forum Theatre, Los Angeles, Californie, 4 décembre 1955
- 5, 6, 7, 8 : Forum Theatre, Los Angeles, Californie, 5 décembre 1955

## Titres
| N°     | Titre                  | Compositeur                                  | Durée |
| ------ | ---------------------- | -------------------------------------------- | ----- |
| Face 1 |                        |                                              |       |
| 1.     | Keester Parade         | Johnny Mandel                                | 7:47  |
| 2.     | TNT                    | Tiny Kahn, arrangements de Johnny Mandel     | 4:53  |
| 3.     | What Am I Here for?    | Duke Ellington, arrangements d'Ernie Wilkins | 3:35  |
| 4.     | Groover Wailin'        | Johnny Mandel                                | 4:08  |
|        |                        |                                              |       |
| Face 2 |                        |                                              |       |
| 5.     | Prez-ence              | Lester Young, Cy Touff, Richie Kamuca        | 5:22  |
| 6.     | Half Past Jumping Time | Neal Hefti                                   | 3:48  |
| 7.     | A Smooth one           | Benny Goodman                                | 6:56  |
| 8.     | Primative Cats         | Cy Touff, Richie Kamuca                      | 5:32  |

## Discographie
- 1956, Pacific Jazz Records - PJ-1211 (LP)

## Sources
- Woody Woodward, Liner notes de l'album Pacific Jazz Records, 1956.